# Sankt Martin (Rijnland-Palts)
Sankt Martin is een plaats in de Duitse deelstaat Rijnland-Palts en maakt deel uit van de Landkreis Südliche Weinstraße.
Sankt Martin telt 1.670 inwoners.

## Bestuur
De plaats is een Ortsgemeinde en maakt deel uit van de Verbandsgemeinde Edenkoben.